# Políptic Morgan
El Políptic Morgan és una obra del gòtic català del segle xiv atribuïda inicialment al taller de Ferrer Bassa i, posteriorment identificat com a sortit de la mà d'Arnau Bassa a la segona meitat del segle xiv, si bé s'estima que va ser el seu pare, Ferrer Bassa, qui probablement la va dissenyar i dibuixar.
Rep el seu nom de la institució on està exposat, The Morgan Library & Museum, on va arribar després de la seva adquisició per John Pierpont Morgan el 1907. Abans havia format part de la col·lecció de Carles V i de R. Langton Douglas des del 1904.
Es tracta d'un excel·lent exemple de la pintura gòtica italiana del Trecento. Està format per quatre panells d'igual mida, la qual cosa el situa en una políptic sense taula central, un fet poc habitual a l'època. Els panells són de perfil rectangular rematats per llunetes a la part superior què representen, d'esquerra a dreta, els instruments de la Passió, el dolor de Maria, Crist com l'Home dels Dolors (un dels primers exemples de la pintura de la península Ibèrica), i el dol de Sant Joan. Les tres imatges amb Maria, Jesús i Joan formen un conjunt propi dels tríptics de disseny italià contemporanis.
Per sota de les llunetes, cada taula s'estructura en sis requadres -tres pisos i dos carrers-, d'una mida lleugerament més grans els dos del pis inferior. Aquesta composició amb diferents mides al pis inferior i a les llunetes denota que el seu origen no és italià.
Des d'un punt de vista del relat iconogràfic, el retaule recull al pis superior les escenes dels Set Goigs de Maria: Anunciació, Nativitat de Jesús, Adoració dels Reis Mags, Resurrecció de Jesús, Ascensió de Jesús, Pentecosta, Dormició de Maria. L'escena de més a la dreta, l'ocupa el Descens de Jesús als inferns, per tal de completar les vuit escenes que hi ha per pis.
El pis central està ocupat pel cicle de la Passió de Crist: Detenció de Jesús, Judici de Pilat, Camí del Calvari, Crucifixió, Mort de Jesús, Davallament, Enterrament. Aquestes set escenes es complementen amb un Judici Final amb una Maiestas Domini acompanyada de dos àngels que sostenen els Instruments de la Passió.